# Liste de films français sortis en 2019
Listes de films français
- 2015
- 2016
- 2017
- 2018
- 2019
- 2020
- 2021
- 2022
- 2023

Cette page propose une liste non exhaustive de films français sortis en 2019.
| Titre                                            | Réalisateur(s)                                    | Genre(s)                      | Date de sortie Première sortie mondiale | Coproduction Française par défaut | Prix                                      |  |
| ------------------------------------------------ | ------------------------------------------------- | ----------------------------- | --------------------------------------- | --------------------------------- | ----------------------------------------- |  |
| Qui a tué Lady Winsley ? (en turc)               | Hiner Saleem                                      | Comédie policière             | 2 janvier                               | Belgique Turquie                  |                                           |  |
| Un beau voyou                                    | Lucas Bernard                                     | Comédie                       | 2 janvier                               |                                   |                                           |  |
| Edmond                                           | Alexis Michalik                                   | Comédie dramatique            | 9 janvier                               |                                   |                                           |  |
| Ombres et Lumières                               | Olivier Nolin                                     | Comédie dramatique            | 9 janvier                               |                                   |                                           |  |
| Holy Lands (en anglais)                          | Amanda Sthers                                     | Drame                         | 16 janvier                              | Belgique                          |                                           |  |
| Le Musée des au revoir                           | François Zabaleta                                 | Fantastique                   | 16 janvier                              |                                   |                                           |  |
| Une jeunesse dorée                               | Eva Ionesco                                       | Drame                         | 16 janvier                              | Belgique                          |                                           |  |
| Ma vie avec James Dean                           | Dominique Choisy                                  | Comédie                       | 23 janvier                              |                                   |                                           |  |
| L'Ordre des médecins                             | David Roux                                        | Drame                         | 23 janvier                              |                                   |                                           |  |
| Les Petits Flocons                               | Joséphine de Meaux                                | Comédie                       | 23 janvier                              |                                   |                                           |  |
| Un berger et deux perchés à l'Élysée ?           | Pierre Carles, Philippe Lespinasse                | Documentaire                  | 23 janvier                              |                                   |                                           |  |
| Yao                                              | Philippe Godeau                                   | Comédie dramatique            | 23 janvier                              | Sénégal                           |                                           |  |
| À cause des filles..?                            | Pascal Thomas                                     | Comédie                       | 30 janvier                              |                                   |                                           |  |
| L'Amour debout                                   | Michaël Dacheux                                   |                               | 30 janvier                              |                                   |                                           |  |
| Les Éléphants perdus                             | Claude Andrieux                                   |                               | 30 janvier                              |                                   |                                           |  |
| Les Estivants                                    | Valeria Bruni Tedeschi                            |                               | 30 janvier                              |                                   |                                           |  |
| L'Intervention                                   | Fred Grivois                                      |                               | 30 janvier                              |                                   |                                           |  |
| Minuscule 2                                      | Hélène Giraud et Thomas Szabo                     |                               | 30 janvier                              |                                   |                                           |  |
| Pearl                                            | Elsa Amiel                                        | Drame                         | 30 janvier                              | Suisse                            |                                           |  |
| Qu'est-ce qu'on a encore fait au Bon Dieu ?      | Philippe de Chauveron                             | Comédie                       | 30 janvier                              |                                   |                                           |  |
| Ulysse et Mona                                   | Sébastien Betbeder                                | Drame                         | 30 janvier                              |                                   |                                           |  |
| La Dernière Folie de Claire Darling              | Julie Bertuccelli                                 | Comédie                       | 6 février                               |                                   |                                           |  |
| La Position d'Andromaque                         | Erick Malabry                                     | Comédie                       | 6 février                               |                                   |                                           |  |
| Tout ce qu'il me reste de la révolution          | Judith Davis                                      | Comédie                       | 6 février                               |                                   |                                           |  |
| Une intime conviction                            | Antoine Raimbault                                 | Comédie                       | 6 février                               |                                   |                                           |  |
| All Inclusive                                    | Fabien Onteniente                                 | Comédie                       | 13 février                              |                                   |                                           |  |
| Deux Fils                                        | Félix Moati                                       |                               | 13 février                              |                                   |                                           |  |
| Moi, maman, ma mère et moi                       | Christophe Le Masne                               |                               | 13 février                              |                                   |                                           |  |
| Black Snake, la légende du serpent noir          | Thomas Ngijol et Karole Rocher                    | Comédie                       | 20 février                              |                                   |                                           |  |
| Le Chant du Loup                                 | Antonin Baudry                                    | Drame                         | 20 février                              |                                   |                                           |  |
| Paradise Beach                                   | Xavier Durringer                                  | Thriller                      | 20 février                              |                                   |                                           |  |
| Celle que vous croyez                            | Safy Nebbou                                       | Drame                         | 27 février                              |                                   |                                           |  |
| Jusqu'ici tout va bien                           | Mohamed Hamidi                                    | Comédie                       | 27 février                              |                                   |                                           |  |
| Sang froid (en anglais)                          | Hans Petter Moland                                | Action, thriler               | 27 février                              | États-Unis                        |                                           |  |
| Exfiltrés                                        | Emmanuel Hamon                                    |                               | 6 mars                                  |                                   |                                           |  |
| Bêtes blondes                                    | Maxime Matray et Alexia Walther                   |                               | 6 mars                                  |                                   |                                           |  |
| Nos vies formidables                             | Fabienne Godet                                    |                               | 6 mars                                  |                                   |                                           |  |
| Damien veut changer le monde                     | Xavier de Choudens                                | Comédie                       | 6 mars                                  |                                   |                                           |  |
| Les Étendues imaginaires (en anglais)            | Yeo Siew Hua                                      |                               | 6 mars                                  | Pays-Bas Singapour                |                                           |  |
| Le Mystère Henri Pick                            | Rémi Bezançon                                     | Comédie                       | 6 mars                                  |                                   |                                           |  |
| On ment toujours à ceux qu'on aime               | Sandrine Dumas                                    | Comédie                       | 6 mars                                  |                                   |                                           |  |
| Convoi exceptionnel                              | Bertrand Blier                                    | Comédie                       | 13 mars                                 |                                   |                                           |  |
| Mon bébé                                         | Lisa Azuelos                                      | Comédie dramatique            | 13 mars                                 |                                   |                                           |  |
| Rebelles                                         | Allan Mauduit                                     | Comédie                       | 13 mars                                 |                                   |                                           |  |
| Meltem                                           | Basile Doganis                                    |                               | 13 mars                                 | Grèce                             |                                           |  |
| Pau                                              | Alexandre Leter                                   |                               | 13 mars                                 |                                   |                                           |  |
| Dernier Amour                                    | Benoît Jacquot                                    | Drame                         | 20 mars                                 |                                   |                                           |  |
| Le Corps sauvage                                 | Cheyenne Carron                                   |                               | 20 mars                                 |                                   |                                           |  |
| Qui m'aime me suive !                            | José Alcala                                       | Comédie                       | 20 mars                                 |                                   |                                           |  |
| Walter                                           | Varante Soudjian                                  | Comédie                       | 20 mars                                 | Belgique                          |                                           |  |
| C'est ça l'amour                                 | Claire Burger                                     | Drame                         | 27 mars                                 |                                   |                                           |  |
| Let's Dance                                      | Ladislas Chollat                                  | Comédie dramatique            | 27 mars                                 |                                   |                                           |  |
| Synonymes (multilingue)                          | Nadav Lapid                                       | Drame                         | 27 mars                                 | Israël                            |                                           |  |
| Chamboultout                                     | Éric Lavaine                                      | Comédie                       | 3 avril                                 |                                   |                                           |  |
| Curiosa                                          | Lou Jeunet                                        | Drame historique              | 3 avril                                 |                                   |                                           |  |
| Des gens bien                                    | Anne Le Nen                                       | Drame                         | 3 avril                                 |                                   |                                           |  |
| J'veux du soleil                                 | François Ruffin, Gilles Perret                    | Documentaire                  | 3 avril                                 |                                   |                                           |  |
| La Lutte des classes                             | Michel Leclerc                                    |                               | 3 avril                                 |                                   |                                           |  |
| Mon inconnue                                     | Hugo Gélin                                        | Comédie dramatique            | 3 avril                                 |                                   |                                           |  |
| Terra Willy, planète inconnue                    | Éric Tosti                                        | Animation                     | 3 avril                                 |                                   |                                           |  |
| Tel Aviv on Fire (multilingue)                   | Sameh Zoabi                                       | Comédie                       | 3 avril                                 | Belgique, Israël Luxembourg       |                                           |  |
| Tanguy, le retour                                | Étienne Chatiliez                                 | Comédie                       | 10 avril                                |                                   |                                           |  |
| Blanche comme neige                              | Anne Fontaine                                     |                               | 10 avril                                |                                   |                                           |  |
| Les Grands Squelettes                            | Philippe Ramos                                    |                               | 10 avril                                |                                   |                                           |  |
| Just a Gigolo                                    | Olivier Baroux                                    | Comédie                       | 17 avril                                |                                   |                                           |  |
| Raoul Taburin                                    | Pierre Godeau                                     | Comédie                       | 17 avril                                |                                   |                                           |  |
| L'Adieu à la nuit                                | André Téchiné                                     | Drame                         | 24 avril                                |                                   |                                           |  |
| Mais vous êtes fous                              | Audrey Diwan                                      | Drame                         | 24 avril                                |                                   |                                           |  |
| La Miséricorde de la jungle                      | Joël Karekezi                                     | Drame                         | 24 avril                                | Allemagne, Belgique Rwanda        |                                           |  |
| Un tramway à Jérusalem (multilingue)             | Amos Gitaï                                        | Drame                         | 24 avril                                | Israël                            |                                           |  |
| Victor et Célia                                  | Pierre Jolivet                                    | Comédie                       | 24 avril                                |                                   |                                           |  |
| Nous finirons ensemble                           | Guillaume Canet                                   | Comédie dramatique            | 30 avril                                |                                   |                                           |  |
| Les Crevettes pailletées                         | Cédric Le Gallo et Maxime Govare                  |                               | 8 mai                                   |                                   |                                           |  |
| Les Météorites                                   | Romain Laguna                                     |                               | 8 mai                                   |                                   |                                           |  |
| Lourdes                                          | Thierry Demaizière et Alban Teurlai               |                               | 8 mai                                   |                                   |                                           |  |
| Les Misérables                                   | Ladj Ly                                           | Film policier, Drame          | 15 mai                                  |                                   | Prix du jury du Festival de Cannes        |  |
| J'ai perdu mon corps                             | Jérémy Clapin                                     | animation                     | 17 mai                                  |                                   | Cristal du long métrage                   |  |
| Les Plus Belles Années d'une vie                 | Claude Lelouch                                    |                               | 22 mai                                  |                                   |                                           |  |
| Une part d'ombre                                 | Samuel Tilman                                     |                               | 22 mai                                  |                                   |                                           |  |
| Le Jeune Ahmed                                   | les Frères Dardenne                               |                               | 22 mai                                  |                                   |                                           |  |
| Sibyl                                            | Justine Triet                                     |                               | 24 mai                                  |                                   |                                           |  |
| Ni une ni deux                                   | Anne Giafferi                                     | Comédie                       | 29 mai                                  |                                   |                                           |  |
| Venise n'est pas en Italie                       | Ivan Calbérac                                     | Comédie                       | 29 mai                                  |                                   |                                           |  |
| Tends-moi la main                                | Franck Llopis                                     |                               | 29 mai                                  |                                   |                                           |  |
| Les Particules (film)                            | Blaise Harrison                                   |                               | 5 juin                                  | Suisse                            |                                           |  |
| Salauds de pauvres                               | Patrice Leconte                                   |                               | 5 juin                                  |                                   |                                           |  |
| Être vivant et le savoir                         | Alain Cavalier                                    |                               | 5 juin                                  |                                   |                                           |  |
| Lune de miel                                     | Elise Otzenberger                                 | Comédie                       | 12 juin                                 |                                   |                                           |  |
| Roxane                                           | Mélanie Auffret                                   | Comédie                       | 12 juin                                 |                                   |                                           |  |
| Beaux-parents                                    | Héctor Cabello Reyes                              | Comédie                       | 19 juin                                 |                                   |                                           |  |
| Le Choc du futur                                 | Marc Collin                                       |                               | 19 juin                                 |                                   |                                           |  |
| Le Daim                                          | Quentin Dupieux                                   | Comédie                       | 19 juin                                 |                                   |                                           |  |
| Porte sans clef                                  | Pascale Bodet                                     |                               | 19 juin                                 |                                   |                                           |  |
| Made in China                                    | Julien Abraham                                    | Comédie                       | 26 juin                                 |                                   |                                           |  |
| Yves                                             | Benoît Forgeard                                   | Comédie                       | 26 juin                                 |                                   |                                           |  |
| Je la rencontrerai                               | Raphaël Kirgo                                     |                               | 26 juin                                 |                                   |                                           |  |
| Haut les filles                                  | François Armanet                                  | Documentaire                  | 3 juillet                               |                                   |                                           |  |
| Ibiza                                            | Arnaud Lemort                                     |                               | 3 juillet                               |                                   |                                           |  |
| Quand on crie au loup                            | Marilou Berry                                     | Comédie                       | 3 juillet                               |                                   |                                           |  |
| Premier de la classe                             | Stéphane Ben Lahcene                              | Comédie                       | 10 juillet                              |                                   |                                           |  |
| 100 kilos d'étoiles                              | Marie-Sophie Chambon                              | Comédie dramatique            | 17 juillet                              |                                   |                                           |  |
| Persona non grata                                | Roschdy Zem                                       | Drame                         | 17 juillet                              |                                   |                                           |  |
| La Source                                        | Rodolphe Lauga                                    |                               | 17 juillet                              |                                   |                                           |  |
| Daniel Darc Pieces Of My Life                    | Thierry Villeneuve et Marc Dufaud                 | Documentaire musical          | 24 juillet                              |                                   |                                           |  |
| Mon frère                                        | Julien Abraham                                    |                               | 31 juillet                              |                                   |                                           |  |
| C'est quoi cette mamie ?!                        | Gabriel Julien-Laferrière                         | Comédie                       | 7 août                                  |                                   |                                           |  |
| Playmobil, le film                               | Lino DiSalvo                                      | Animation, comédie, aventure  | 7 août                                  |                                   |                                           |  |
| La Fille au bracelet                             | Stéphane Demoustier                               | Drame                         | 8 août                                  |                                   |                                           |  |
| Je promets d'être sage                           | Ronan Le Page                                     | Comédie dramatique            | 14 août                                 |                                   |                                           |  |
| Perdrix                                          | Erwan Le Duc                                      | Comédie                       | 14 août                                 |                                   |                                           |  |
| Ma famille et le loup                            | Adriàn Garcia                                     | Comédie                       | 21 août                                 |                                   |                                           |  |
| Roubaix, une lumière                             | Arnaud Desplechin                                 | Drame                         | 21 août                                 |                                   |                                           |  |
| Thalasso                                         | Guillaume Nicloux                                 | Comédie dramatique            | 21 août                                 |                                   |                                           |  |
| Haut Perchés                                     | Olivier Ducastel, Jacques Martineau               |                               | 21 août                                 |                                   |                                           |  |
| La Dernière Vie de Simon                         | Léo Karmann                                       | Drame                         | 24 août                                 |                                   |                                           |  |
| La Vie scolaire                                  | Grand Corps Malade et Mehdi Idir                  | Comédie dramatique            | 28 août                                 |                                   |                                           |  |
| Une fille facile                                 | Rebecca Zlotowski                                 | Drame                         | 28 août                                 |                                   |                                           |  |
| Vif-Argent                                       | Stéphane Batut                                    | Fantastique, Romance, Drame   | 28 août                                 |                                   |                                           |  |
| Frankie                                          | Ira Sachs                                         |                               | 28 août                                 |                                   |                                           |  |
| J'accuse                                         | Roman Polanski                                    | Histoire, drame               | 30 août                                 | Italie                            | Grand prix du jury de la Mostra de Venise |  |
| Andy                                             | Julien Weill                                      | Comédie                       | 4 septembre                             |                                   |                                           |  |
| Fête de famille                                  | Cédric Kahn                                       | Comédie dramatique            | 4 septembre                             |                                   |                                           |  |
| Fourmi                                           | Julien Rappeneau                                  | Comédie dramatique            | 4 septembre                             |                                   |                                           |  |
| Inséparables                                     | Varante Soudjian                                  | Comédie                       | 4 septembre                             |                                   |                                           |  |
| Les Hirondelles de Kaboul                        | Zabou Breitman et Éléa Gobbé-Mévellec             |                               | 4 septembre                             |                                   | Valois de diamant                         |  |
| Deux moi                                         | Cédric Klapisch                                   | Comédie dramatique            | 11 septembre                            |                                   |                                           |  |
| Jeanne                                           | Bruno Dumont                                      | Drame, Film historique        | 11 septembre                            |                                   |                                           |  |
| Portrait de la jeune fille en feu                | Céline Sciamma                                    | Drame                         | 18 septembre                            |                                   |                                           |  |
| Trois Jours et une vie                           | Nicolas Boukhrief                                 | Film noir Drame psychologique | 18 septembre                            |                                   |                                           |  |
| Selfie                                           | Thomas Bidegain, Marc Fitoussi et Tristan Aurouet | Comédie                       | 18 septembre                            |                                   |                                           |  |
| Au nom de la terre                               | Édouard Bergeon                                   | Drame                         | 25 septembre                            |                                   |                                           |  |
| Le Dindon                                        | Jalil Lespert                                     | Comédie                       | 25 septembre                            |                                   |                                           |  |
| Alice et le Maire                                | Nicolas Pariser                                   | Comédie dramatique            | 2 octobre                               |                                   |                                           |  |
| J'irai où tu iras                                | Géraldine Nakache                                 | Comédie dramatique            | 2 octobre                               |                                   |                                           |  |
| Vous êtes jeunes, vous êtes beaux                | Franchin Don                                      | Drame                         | 2 octobre                               |                                   |                                           |  |
| Bonjour le monde !                               |                                                   | Animation                     | 2 octobre                               |                                   |                                           |  |
| Debout sur la montagne                           | Sébastien Betbeder                                | Comédie                       | 2 octobre                               |                                   |                                           |  |
| En liberté ! Le village démocratique de Pourgues | Alex Ferrini                                      | film documentaire             | 2 octobre                               |                                   |                                           |  |
| Chambre 212                                      | Christophe Honoré                                 | Comédie, Drame                | 9 octobre                               |                                   |                                           |  |
| Donne-moi des ailes                              | Nicolas Vanier                                    | Aventure                      | 9 octobre                               |                                   |                                           |  |
| Sœurs d'armes                                    | Caroline Fourest                                  | Drame Film de guerre          | 9 octobre                               |                                   |                                           |  |
| Banlieusards                                     | Leïla Sy, Kery James                              | Drame                         | 12 octobre                              |                                   |                                           |  |
| Fahim                                            | Pierre-François Martin-Laval                      | Drame, Biopic                 | 16 octobre                              |                                   |                                           |  |
| Camille                                          | Boris Lojkine                                     |                               | 16 octobre                              |                                   | 1 Valois                                  |  |
| La Vérité si je mens ! Les débuts                | Michel Munz, Gérard Bitton                        | Comédie                       | 16 octobre                              |                                   |                                           |  |
| L'Angle mort                                     | Patrick Mario Bernard, Pierre Trividic            | Drame                         | 16 octobre                              |                                   |                                           |  |
| Hors normes                                      | Olivier Nakache et Éric Toledano                  | Comédie                       | 23 octobre                              |                                   |                                           |  |
| Je ne sais pas si c'est tout le monde            | Vincent Delerm                                    | Documentaire                  | 23 octobre                              |                                   |                                           |  |
| Les Municipaux, trop c'est trop                  | Les Chevaliers du Fiel                            | Comédie                       | 23 octobre                              |                                   |                                           |  |
| Braquer Poitiers                                 | Claude Schmitz                                    |                               | 23 octobre                              |                                   | Prix Jean-Vigo                            |  |
| Mon chien Stupide                                | Yvan Attal                                        | Comédie                       | 30 octobre                              |                                   |                                           |  |
| Play                                             | Anthony Marciano                                  | Comédie                       | 30 octobre                              |                                   |                                           |  |
| Un monde plus grand                              | Fabienne Berthaud                                 | Drame                         | 30 octobre                              |                                   |                                           |  |
| Amour-eux                                        | Alexandre Laugier                                 | Drame, Romance                | 6 novembre                              |                                   |                                           |  |
| La Belle Époque                                  | Nicolas Bedos                                     | Comédie, Drame, Romance       | 6 novembre                              |                                   |                                           |  |
| Place des victoires                              | Yoann Guillouzouic                                | Comédie dramatique            | 6 novembre                              |                                   |                                           |  |
| Furie                                            | Olivier Abbou                                     |                               | 6 novembre                              |                                   |                                           |  |
| Joyeuse retraite !                               | Fabrice Bracq                                     | Comédie                       | 20 novembre                             |                                   |                                           |  |
| Les Enfants d'Isadora                            | Damien Manivel                                    |                               | 20 novembre                             |                                   |                                           |  |
| Terminal Sud                                     | Rabah Ameur-Zaïmeche                              |                               | 20 novembre                             |                                   |                                           |  |
| Les Éblouis                                      | Sarah Suco                                        | Drame                         | 20 novembre                             |                                   |                                           |  |
| Les Traducteurs                                  | Régis Roinsard                                    | Thriller                      | 23 novembre                             |                                   |                                           |  |
| Chanson douce                                    | Lucie Borleteau                                   | Drame                         | 27 novembre                             |                                   |                                           |  |
| Gloria Mundi                                     | Robert Guédiguian                                 | Drame                         | 27 novembre                             |                                   |                                           |  |
| Toute ressemblance...                            | Michel Denisot                                    | Drame                         | 27 novembre                             |                                   |                                           |  |
| Le meilleur reste à venir                        | Matthieu Delaporte et Alexandre de la Patellière  | Comédie dramatique            | 4 décembre                              |                                   |                                           |  |
| Seules les bêtes                                 | Dominik Moll                                      |                               | 4 décembre                              |                                   |                                           |  |
| Les Envoûtés                                     | Pascal Bonitzer                                   | Drame                         | 11 décembre                             |                                   |                                           |  |
| Docteur ?                                        | Tristan Séguéla                                   | Comédie                       | 11 décembre                             |                                   |                                           |  |
| Dans la matinée                                  | Franck Llopis                                     |                               | 11 décembre                             |                                   |                                           |  |
| Lola vers la mer                                 | Laurent Micheli                                   |                               | 11 décembre                             |                                   |                                           |  |
| Notre dame                                       | Valérie Donzelli                                  | Comédie                       | 18 décembre                             |                                   |                                           |  |
| La Sainte Famille                                | Louis-Do de Lencquesaing                          | Comédie                       | 25 décembre                             |                                   |                                           |  |
| Rendez-vous chez les Malawas                     | James Huth                                        | Comédie                       | 25 décembre                             |                                   |                                           |  |
| Mirage                                           | Christophe Beaucourt                              |                               | 25 décembre                             |                                   |                                           |  |
| La Vérité                                        | Hirokazu Kore-eda                                 |                               | 25 décembre                             | Japon                             |                                           |  |
| D'un clandestin, l'autre                         | Éric Deroo                                        | Documentaire                  | 18 septembre                            |                                   |                                           |  |